# Деетимологізація
Деетимологізація — втрата смислового зв'язку або споріднення між однокореневими словами і між коренями споріднених слів; затемнення первісного морфологічного складу слова.
Більшість слів мають приховану (затемнену, забуту, утрачену) внутрішню форму. Так, наприклад, в українській мові слово жінка пов’язане зі словами ген, генеза, генетив і мотивоване значенням «та, яка народжує»; слово вікно споріднене зі словом око; хист із хитрий, олівець із олово, долоня з долина.
- В російські мові: слово ожерелье пов’язане зі словом горло;
- В польській мові: слово naczelnik «начальник» походить від czolo «чоло»;
- В німецькій мові: слово Elephant «слон» від Kamel «верблюд».